# Marettimo (goletta)
La Marettimo è stata una goletta ad elica della Regia Marina. 

## Caratteristiche
Scafo in legno con carena ricoperta di rame, la nave apparteneva ad una classe di cinque unità, costruite tra il 1866 ed il 1869 in seguito ad uno stanziamento straordinario votato nel 1864. Progettate come piccole ed economiche unità per compiti di guardia costiera – necessità sentita soprattutto nel Sud Italia, per contrastare il brigantaggio, la pesca abusiva, la guerriglia filoborbonica, la fuga in Africa dei renitenti alla leva, l'emigrazione clandestina, lo sviluppo della criminalità organizzata ed il contrabbando –, le golette della classe Ischia erano navi di modeste prestazioni, destinate inizialmente alla vigilanza doganale per conto dell'Amministrazione Finanziaria. Mediante tali unità venne costituito un servizio permanente di sorveglianza delle coste da Venezia a Porto Empedocle.
L'apparato propulsivo, prodotto dalla Ditta Ansaldo di Genova Sampierdarena, consisteva in una macchina alternativa a vapore di scarsa potenza (la macchina della Marettimo, la meno potente, sviluppava 152 hp o 112 kW) che, alimentata da due caldaie parallelepipede a ritorno di fiamma (che scaricavano i loro fumi di combustione mediante un alto fumaiolo sistemato subito a proravia dell'albero maestro), azionava una singola elica, permettendo il raggiungimento di una velocità massima di otto nodi. Le unità della classe Ischia avevano inoltre una ridotta velatura, costituita da due alberi (trinchetto e maestra) attrezzati a vele auriche (armamento velico a goletta).
Le golette della classe Ischia disponevano anche di un limitato armamento, la cui entità iniziale non è nota, ma che nel 1887 venne sostituito da due cannoni da 80 mm.

## Storia
Impostata nei cantieri di Castellammare di Stabia nel 1866, la Marettimo venne varata nel gennaio 1867 e completata nel 1868. Nei primi anni quattro anni di servizio, fino al 1872, la nave, al pari delle unità gemelle, disimpegnò servizio per conto dell'Amministrazione delle Finanze, adempiendo a compiti di guardia costiera in Sud Italia, a contrasto del brigantaggio e della piccola pirateria e con ispezioni delle navi in navigazione alla volta di Tunisi, e più generalmente dell'Africa Settentrionale, per accertare che non avessero a bordo disertori o renitenti alla leva.
Posta sotto il controllo totale della Regia Marina nel gennaio 1873, la Marettimo venne adibita a servizi idrografici in Mare Adriatico. Tre anni dopo, nel 1876, la goletta fu assegnata alla Squadra Permanente (composta all'epoca dalle Tino, Gorgona e Tremiti, da un'altra unità minore, la Calatafimi, dall'avviso Authion e dalle pirofregate corazzate Ancona, Venezia, Castelfidardo, Conte Verde, Palestro e Regina Maria Pia), nella quale venne impiegata in compiti ausiliari.
Nel 1879 la goletta venne utilizzata per la sorveglianza sanitaria presso il Lazzaretto di Nisida, venendo in seguito dislocata a Palermo (e successivamente a Cagliari) in qualità di stazionaria.
Disarmata temporaneamente a Napoli, nel 1884 la Marettimo venne trasferita a Livorno come unità stazionaria, mentre dal 1885 al 1887 fu adibita alla sorveglianza della Polveriera di Panigaglia.
Trasferita a La Spezia per uso locale nel 1890, la goletta cambiò base con Napoli nel 1893, continuando a svolgere servizi locali anche nella nuova base.
Nel 1899 la Marettimo venne disalberata e trasformata in pontone semovente. Radiata il 30 agosto 1903 unitamente alle gemelle Gorgona, Tino e Tremiti, la nave venne ancora impiegata per qualche tempo a Napoli per il trasporto di materiali, prima della demolizione.